# Martha Mears
Martha Mears va ser una llevadora, mare i autora britànica nascuda a Londres. el seu treball, Pupil of Nature, va ser publicat el 1797. El títol complet de l'estudi és Pupil of Nature: Candid advice to the fair sex, on the subjects of pregnancy, childbirth, the diseases incident to both, the fatal effects of ignorance and quackery, and the most approved means of promoting health, strength and beauty of their offspring. Consta de 10 assaigs sobre temes de l'estat de l'úter abans i després de la concepció i de l'efecte de la música sobre els nervis. Va representar a la dona embarassada com un conjunt de símptomes que s'han de gestionar, especialment pel que fa al seu estat psicològic. Mears es va subscriure a la idea comuna que la "irritabilitat" de l'úter de la dona embarassada induïa una "sensibilitat" elevada. L'organització i l'ampli ventall del text reflecteixen aquesta representació del cos com un conjunt de patologies potencials.
Una revisió contemporània del seu treball descriu que el seu propòsit és ensenyar a les dones els avantatges importants de perseguir els plans de la natura en tot allò relacionat amb l'estat embarassat. Mears va estudiar els escrits de Harvey, Leake, Smellie i Denman.
Mears va ser l'última gran contribuent a la disputa de llevadores del segle xviii. El seu treball és considerat una versió del segle xviii de la popular guia prenatal Què esperar quan s'està esperant.